# Eterna juventud

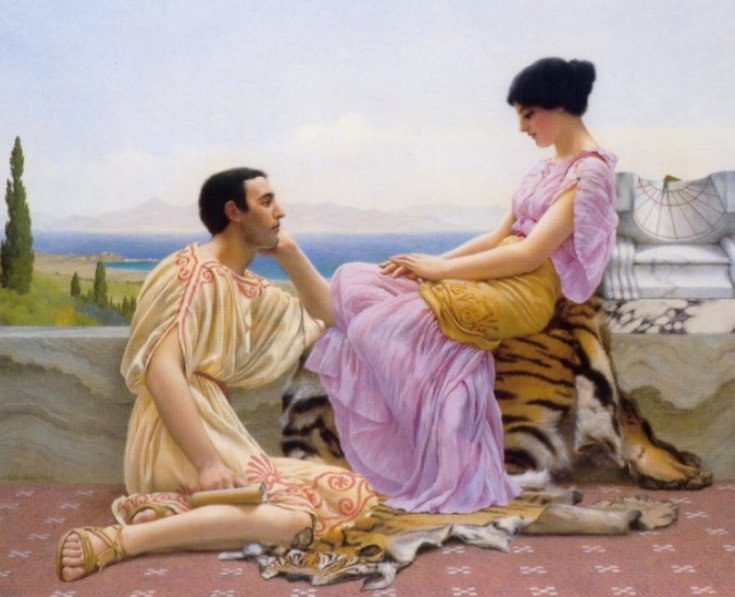
Juventud y Tiempo, John William Godward, 1901

La juventud eterna es el concepto de la inmortalidad física humana libre de envejecimiento. Por lo general, el joven al que se hace referencia está en contraste con las depredaciones del envejecimiento, en lugar de una edad específica de la vida humana. Hasta ahora, lograr la eterna juventud permanece más allá de las capacidades de la tecnología científica. Sin embargo, se están realizando muchas investigaciones en las ciencias de la genética que pueden permitir la manipulación del proceso de envejecimiento en el futuro. La juventud eterna es un tópico muy común en mitología, y es un tema popular en la ficción.

## Religión y mitología
La eterna juventud es una característica de los habitantes del Paraíso en las religiones abrahámicas. 
Los hindúes creen que los rishis védicos y postvédicos han alcanzado la inmortalidad, lo que implica la capacidad de cambiar la edad del cuerpo o incluso la forma a voluntad. Estos son algunos de los siddhas en el Yoga. Se dice que Markandeya siempre aparenta 16 años. 
La diferencia entre la vida eterna y la juventud eterna más específica es un tema recurrente en la mitología griega y romana. El mito de solicitar la bendición de la inmortalidad de un dios, pero olvidarse de pedir la eterna juventud, aparece en la historia de Titono. Un tema similar se encuentra en Ovidio con respecto a la Sibila de Cumas. 
En la mitología nórdica, Iðunn se describe como la proveedora de las manzanas de los dioses que les otorgan la eterna juventud, en la Edda prosaica, escrita en el siglo XIII.

## Telómeros
El ADN de individuo juega un papel en el proceso de envejecimiento. El envejecimiento comienza incluso antes del nacimiento, tan pronto como las células comienzan a morir y necesitan ser reemplazadas. En los extremos de cada cromosoma hay secuencias repetitivas de ADN, telómeros, que protegen el cromosoma de la unión con otros cromosomas y tienen varias funciones clave. Una de estas funciones es regular la división celular permitiendo que cada división celular elimine una pequeña cantidad de código genético. La cantidad eliminada varía según el tipo de célula que se replica. La degradación gradual de los telómeros restringe la división celular a 40-60 veces, también conocido como el límite de Hayflick. Una vez que se alcanza este límite, mueren más células de las que se pueden reemplazar en el mismo lapso de tiempo. Así, poco después de alcanzar este límite, el organismo muere. La importancia de los telómeros ahora es claramente evidente: alargar los telómeros, alargar la vida.
Sin embargo, un estudio de la biología comparativa de los telómeros de mamíferos indicó que la longitud de los telómeros se correlaciona inversamente, en lugar de directamente, con la vida útil, y concluyó que la contribución de la longitud de los telómeros a la vida útil sigue siendo controvertida. Además, el acortamiento de los telómeros no ocurre con la edad en algunos tejidos postmitóticos, como en el cerebro de la rata. En humanos, las longitudes de los telómeros del músculo esquelético permanecen estables entre los 23 y los 74 años. En el músculo esquelético de babuino, que consiste en células post-mitóticas completamente diferenciadas, menos del 3% de los núcleos de las células musculares contienen telómeros dañados y este porcentaje no aumenta con la edad. Por lo tanto, el acortamiento de los telómeros no parece ser un factor importante en el envejecimiento de las células diferenciadas del cerebro o del músculo esquelético. 
Los estudios han demostrado que el 90 por ciento de la células cancerosas contienen grandes cantidades de una enzima llamada telomerasa.  La telomerasa es una enzima que repone los telómeros desgastados agregando bases a los extremos y renovando así los telómeros. En esencia, una célula cancerosa ha activado el gen de la telomerasa, y esto les permite tener una cantidad ilimitada de divisiones sin que los telómeros se desgasten. Otros tipos de células que pueden superar el límite de Hayflick son las células madre, los folículos pilosos y las células germinales. Esto se debe a que contienen cantidades elevadas de telomerasa.

## Terapia
La idea de que el cuerpo humano puede repararse en la vejez a un estado más juvenil ha suscitado un gran interés comercial en los últimos años, incluso por empresas como Human Longevity Inc, Google Calico y Elysium Health. Además de estas compañías grandes, muchas empresas nuevas están desarrollando terapias para abordar el 'problema del envejecimiento' usando la terapia. En 2015 se anunció una nueva clase de medicamentos senolíticos (actualmente en desarrollo preclínico) diseñados específicamente para combatir las causas biológicas subyacentes de la fragilidad.

## Filantropía
La "pérdida de la juventud" o el proceso de envejecimiento es responsable de aumentar el riesgo de muchas enfermedades en las personas, como cáncer, Parkinson, Alzheimer y otras. Como resultado, en los últimos años, muchas personas de alto poder adquisitivo han donado grandes cantidades de su dinero para iniciativas de investigación científica sobre el proceso de envejecimiento o terapias para retrasar o revertir el proceso de envejecimiento. Estas personas incluyen a Peter Thiel, Aubrey de Gray, Larry Ellison, Sergey Brin, Dmitry Itskov, Paul Gallen, y Mark Zuckerberg. Esto permitiría a los humanos extender o mantener su juventud indefinidamente.